# Arthur Wontner
Arthur Wontner (21 janvier 1875 – 10 juillet 1960) est un acteur britannique ayant notamment incarné le détective Sherlock Holmes dans une série de cinq films entre 1931 et 1937.

## Filmographie
- 1916 : Lady Windermere's Fan (en)
- 1916 : The Bigamist
- 1923 : Bonnie Prince Charlie de Charles Calvert
- 1924 : The Diamond Man (en) d'Arthur Rooke (en)
- 1924 : Eugene Aram (en) d'Arthur Rooke (en)
- 1928 : The Infamous Lady (en) de Geoffrey Barkas (en) et Michael Barringer (en)
- 1931 : A Gentleman of Paris (en)  de Sinclair Hill
- 1931 : The Sleeping Cardinal (titre américain : Sherlock Holmes' Fatal Hour) (titre français: Le Cardinal endormi) de Leslie S. Hiscott
- 1932 : Condemned to Death
- 1932 : The Missing Rembrandt (film perdu) de Leslie S. Hiscott
- 1932 : The Sign of Four (aussi connu sous le titre The Sign of Four: Sherlock Holmes' Greatest Case) (titre français: Le Signe des Quatre)
- 1935 : Royal Cavalcade
- 1935 : Line Engaged
- 1935 : The Triumph of Sherlock Holmes (titre français: Le Triomphe de Sherlock Holmes)
- 1936 : Dishonour Bright
- 1937 : Second Bureau
- 1937 : The Live Wire
- 1937 : Silver Blaze (titre américain : Murder at the Baskervilles) (titre français: Sherlock Holmes contre Moriarty)
- 1937 : Thunder in the City
- 1937 : Tempête dans une tasse de thé (Storm in a Teacup)  de Ian Dalrymple et Victor Saville
- 1938 : The Terror
- 1938 : 13 Men and a Gun
- 1938 : Kate Plus Ten
- 1938 : Old Iron
- 1943 : Colonel Blimp (The Life and Death of Colonel Blimp) de Michael Powell et Emeric Pressburger
- 1948 : Jusqu'à ce que mort s'ensuive (Blanche Fury) de Marc Allégret
- 1950 : Le Chevalier de Londres (The Elusive Pimpernel) de Michael Powell et Emeric Pressburger
- 1952 : Brandy for the Parson (en) de John Eldridge (en)
- 1953 : Geneviève de Henry Cornelius
- 1953 : La Belle Espionne (Sea Devils) de Raoul Walsh
- 1955 : Three Cases of Murder (en)